# Hunyad megye községeinek listája

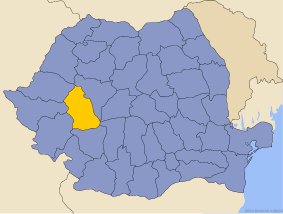
Hunyad megye elhelyezkedése Romániában

Ez a lista  Hunyad megye községeit sorolja fel a magyar elnevezés ábécésorrendjében.
| Magyar név         | Román név           | Terület (km²) | Lakosság 2011-ben (fő) | Községközpont      | Beosztott falvak |
| ------------------ | ------------------- | ------------- | ---------------------- | ------------------ | --- |
| Alsófarkadin       | General Berthelot   | 30,74         | 896                    | Alsófarkadin       | Felsőfarkadin, Gauricsa, Kraguis, Tustya                                                                                          |
| Alsólapugy         | Lăpugiu de Jos      | 104,40        | 1659                   | Alsólapugy         | Bástya, Felsőlapugy, Fintóág, Gerend, Holgya, Kosesd, Laszó, Ohába, Tyej                                                          |
| Alsólunkoj         | Luncoiu de Jos      | 49,59         | 1815                   | Alsólunkoj         | Dudesd, Felsőlunkoj, Podele, Szarvaság                                                                                            |
| Alsónyiresfalva    | Lunca Cernii de Jos | 152,05        | 905                    | Alsónyiresfalva    | Csumicapuszta, Felsőnyiresfalva, Gura Bordului, Kékesfalva, Nyegojlunka, Vádtelep, Valea Babii                                    |
| Alsótelek          | Teliucu Inferior    | n.a.          | 2344                   | Alsótelek          | Csolnakoscserna, Felsőtelek, Lindzsina                                                                                            |
| Alváca             | Vața de Jos         | 202,63        | 3728                   | Alváca             | Baszarabásza, Birtin, Brotuna, Csungány, Felváca, Kazanesd, Ócsisor, Olcs, Prevaleny, Prihodiște, Tataresd, Ternáva               |
| Bácsi              | Băcia               | 29,73         | 1827                   | Bácsi              | Nagytóti, Petrény, Tompa |
| Balsa              | Balșa               | n.a.          | 871                    | Balsa              | Bunesd, Erdőfalva, Galbina, Kisalmás, Máda, Oprișești, Pojána, Porkura, Roșia, Stăuini, Tekerő, Váleajepi, Voja                   |
| Banica             | Bănița              | 78,61         | 1211                   | Banica             | Krivádia, Merisor |
| Batrina            | Bătrâna             | 29,60         | 127                    | Batrina            | Fața Roșie, Piatra, Răchițaua |
| Berény             | Beriu               | 184,79        | 3138                   | Berény             | Alsóvárosvíz, Kasztó, Kukuis, Magureny, Ósebeshely, Pojénytanya, Szereka                                                          |
| Blezseny           | Blăjeni             | 86,78         | 1192                   | Blezseny           | Blăjeni-Vulcan, Criș, Dragu-Brad, Groșuri, Plai, Reț, Sălătruc                                                                    |
| Boica              | Băița               | 111,40        | 3712                   | Boica              | Bárbura, Felsőkajanel, Füzesd, Hercegány, Krecsunesd, Nyavajásfalva, Ormingya, Pestyere, Szelistye, Tresztia                      |
| Bosoród            | Boșorod             | 126,77        | 2062                   | Bosoród            | Alun, Bobaia, Csoklovina, Kitid, Lunkány, Prihodiște, Târsa, Ursici                                                               |
| Branyicska         | Brănișca            | 73,14         | 1767                   | Branyicska         | Baresd, Bikótelep, Bóz, Furksora, Gyálakuta, Kabesd, Tirnáva, Tirnavica                                                           |
| Bucsesd            | Buceș               | 128,83        | 1961                   | Bucsesd            | Buceș-Vulcan, Dupapiátra, Grohoțele, Miheleny, Sztanizsa, Tarnița                                                                 |
| Bukuresd           | Bucureșci           | 69,09         | 1553                   | Bukuresd           | Kurety, Merisor, Rovina, Seszur                                                                                                   |
| Bunyila            | Bunila              | 74,09         | 306                    | Bunyila            | Álun, Csernisorafloresza, Poienița Voinii, Vádudobri                                                                              |
| Burzsuk            | Burjuc              | 65,02         | 873                    | Burzsuk            | Bradacel, Glodgilesd, Petresd, Tataresd, Tisza                                                                                    |
| Cserbel            | Cerbăl              | 128,73        | 474                    | Cserbel            | Aranyos, Feresd, Merisor, Pojánarekiceli, Pojenicatomi, Szocsed, Ulm                                                              |
| Demsus             | Densuș              | 136,12        | 1577                   | Demsus             | Hacazsel, Kispestény, Krivapuszta, Nagypestény, Pojény , Stejvaspatak                                                             |
| Dobra              | Dobra               | 138,16        | 3345                   | Dobra              | Abucsa, Fazacsel, Lapusnyak, Mihalesd, Pánk, Pánkszelistye, Radulesd, Roskány, Sztancsesd, Sztancsesdohába, Sztregonya, Sztrettye |
| Felsőbulzesd       | Bulzeștii de Sus    | 110,04        | 271                    | Felsőbulzesd       | Alsóbulzesd, Giurgești, Grohot, Păulești, Rusești, Stănculești, Ticera, Tomnatek                                                  |
| Felsőcsertés       | Certeju de Sus      | 89,65         | 3126                   | Felsőcsertés       | Bocșa Mică, Boksatelep, Hondol, Magura, Nagyág, Nozság, Toplica, Vormága                                                          |
| Felsőpestes        | Pestișu Mic         | 51,27         | 1207                   | Felsőpestes        | Csulpesz, Erdőhát, Keresztényalmás, Kutyén, Magyarosd, Nándor, Nándorválya, Zsoszány                                              |
| Felsőszálláspatak  | Sălașu de Sus       | 223,05        | 2359                   | Felsőszálláspatak  | Alsószálláspatak, Fehérvíz, Korojesd, Kőaljaohába, Macesd, Malajesd, Nuksora, Páros, Pestere, Vajdej                              |
| Felsővárosvíz      | Orăștioara de Sus   | 229,30        | 2079                   | Felsővárosvíz      | Bucsum, Costești-Deal, Felsőludesd, Gredistye, Kisoklos, Kosztesd, Ludesd                                                         |
| Guraszáda          | Gurasada            | 92,95         | 1492                   | Guraszáda          | Alsóboj, Danulesd, Felsőboj, Gothátya, Karmazinesd, Kimpényszurduk, Kimpur, Runksor, Ullyes, Vika                                 |
| Gyalár             | Ghelari             | 46,83         | 1983                   | Gyalár             | Govasdia, Plop, Ruda |
| Haró               | Hărău               | 49,86         | 2231                   | Haró               | Bánpatak, Berekszó, Kéménd |
| Kersec             | Cârjiți             | 45,75         | 681                    | Kersec             | Kerges, Kozolya, Popesd, Szárazalmás                                                                                              |
| Királybányatoplica | Toplița             |               | 715                    | Királybányatoplica | Doboka, Golles , Hosdó, Kurpeny, Moszor, Párosza, Valár                                                                           |
| Körösbánya         | Baia de Criș        | 89,72         | 2611                   | Körösbánya         | Báldovin, Buha, Cebe , Karács, Karasztó, Lunka, Riska, Riskulica                                                                  |
| Kristyor           | Crișcior            | 40,19         | 3841                   | Kristyor           | Gurabárza, Vályaárszuluj, Zdrápc                                                                                                  |
| Lelesz             | Lelese              | 75,81         | 406                    | Lelesz             | Cserisor, Nagyrunk, Szohodol |
| Malomvíz           | Râu de Mori         | 386,12        | 3153                   | Malomvíz           | Gureny, Kisosztró, Klopotiva, Malomvízszuszény, Nagyosztró, Ohábasibisel, Osztrovel, Sebeshely, Uncsukfalva, Vályadilsi           |
| Marosillye         | Ilia                | 91,38         | 3662                   | Marosillye         | Bácsfalva, Briznik, Dumbravica, Kulyes, Marosbrettye , Szakamás, Szirb, Valealunga                                                |
| Marossolymos       | Șoimuș              | 68,59         | 3371                   | Marossolymos       | Alsókajanel, Balátatelep, Bezsán, Boholt, Burjánfalva, Fornádia, Kecskedága, Szúliget                                             |
| Martinesd          | Mărtinești          | n.a.          | 956                    | Martinesd          | Kisdenk, Lozsád, Magura, Nagydenk, Tamáspatak, Tormás                                                                             |
| Nagybár            | Baru                | 145,71        | 2696                   | Nagybár            | Farkaspatak, Mezőlivádia, Petrosz                                                                                                 |
| Nagyrápolt         | Rapoltu Mare        | n.a.          | 1960                   | Nagyrápolt         | Bábolna, Boj, Folt, Kisrápolt |
| Oláhbrettye        | Bretea Română       | 100,36        | 3052                   | Oláhbrettye        | Bacalár, Berkány, Goncága, Jóvalcsel, Kovrágy, Mácsó, Magyarbrettye, Nagyoklos, Pokolvalcsel, Russ, Sztrigyplop, Vâlceluța        |
| Őraljaboldogfalva  | Sântămăria-Orlea    | 67,80         | 3251                   | Őraljaboldogfalva  | Balomir, Baresd, Bucsum, Csopea, Hátszegváralja, Szacsal, Szentpéterfalva, Vadu                                                   |
| Puj                | Pui                 | 228,79        | 4122                   | Puj                | Bajesd, Borbátvíz, Fégyér, Füzesd, Galac, Hobica, Ohábaponor, Ponor, Rusor, Serél, Urik                                           |
| Reketyefalva       | Răchitova           | 73,59         | 1330                   | Reketyefalva       | Boica, Gotesdtanya, Kiscsula, Mesztákon, Nagycsula, Valiora                                                                       |
| Ribice             | Ribița              | 73,00         | 1347                   | Ribice             | Alsózsunk, Felsőzsunk, Ribicsora, Újbáresd, Váka                                                                                  |
| Romosz             | Romos               | 64,00         | 2604                   | Romosz             | Csunzshavas, Piskinc, Romoszhely, Vajdej                                                                                          |
| Tomesd             | Tomești             | 59,42         | 1075                   | Tomesd             | Dobroc, Lyauc, Obersia, Steja, Sztrimba, Tyiulesd, Valeamare                                                                      |
| Tordos             | Turdaș              | 29,48         | 1801                   | Tordos             | Pád, Perkász, Répás |
| Totesd             | Totești             | 22,03         | 1893                   | Totesd             | Copaci, Kernyesd, Poklisa, Rea |
| Valisora           | Vălișoara           | 34,04         | 1197                   | Valisora           | Gyalumáre, Szelistyora, Sztojenyásza                                                                                              |
| Várhely            | Sarmizegetusa       | 73,12         | 1209                   | Várhely            | Brázova, Hobicavárhely, Paucsinesd, Zajkány                                                                                       |
| Vecel              | Vețel               | 113,89        | 2872                   | Vecel              | Bojabirz, Brettyelin, Erdőhátrunk, Herepe, Káun, Kismuncsel, Lesnyek, Marosnémeti, Nagymuncsel                                    |
| Vorca              | Vorța               | 102,86        | 876                    | Vorca              | Alsócsertés, Dumesd, Füzesdbogara, Kózsa, Lunksora, Viszka                                                                        |
| Zám                | Zam                 | 161,88        | 1875                   | Zám                | Almasel, Almásszelistye, Brassó, Cserbia, Deleni, Godinesd, Mikanesd, Poganesd, Pozsga, Szolcsva, Tamasesd, Valea                 |